# Senaste nytt
Senaste nytt är en svensk kortfilm från 1997 i regi av Per Carleson. Den handlar om en kvinna som råkar ut för olyckor i köket som sker synkront med en nyhetssändning i radio. Filmen tilldelades Guldbjörnen för bästa kortfilm vid Filmfestivalen i Berlin.